# Gil Birmingham
Gil Birmingham (San Antonio, 13 luglio 1953) è un attore e doppiatore statunitense.

## Biografia
Gil Birmingham nasce in Texas ed è il maggiore di cinque figli. Le sue origini sono Comanche e da piccolo, dato che il padre lavora nell'esercito, si stabilisce con la sua famiglia in Alaska, alle Hawaii e in Kentucky. Prima di intraprendere la carriera di attore, impara a suonare la chitarra e comincia a vagare per l'America militando in alcune band blues, rhythm and blues e rock. Si laurea magna cum laude in ingegneria petrolchimica alla University of Southern California con una specializzazione in amministrazione e comincia a lavorare in questo settore. Partecipa anche a diversi concorsi di culturismo grazie al suo fisico scolpito e questa sua peculiarità lo farà apparire nel 1982 nel video Muscles di Diana Ross. Dopo quest'esperienza comincia a studiare recitazione e inizia a lavorare interpretando il ruolo di Conan il barbaro agli Universal Studios Hollywood.
Il debutto televisivo avviene in un episodio della serie tv degli anni ottanta Riptide. Nel 1987 appare in un episodio di Falcon Crest e successivamente partecipa ad alcune altre serie tv come Buffy l'ammazzavampiri e In tribunale con Lynn. Nel 2002 recita in otto episodi della serie tv americana Body & Soul e dopo il 2003 prende parte ad altre famose serie tv come Medical Investigation, Streghe e Veronica Mars. Partecipa anche ad alcuni film per la televisione ma conquista il successo mondiale interpretando Billy Black nel film Twilight del 2008 diretto da Catherine Hardwicke. Nel 2009 recita accanto a Joe Pesci ed Helen Mirren nel film Love Ranch. Sempre nel 2009 partecipa al sequel di Twilight intitolato The Twilight Saga: New Moon e diretto da Chris Weitz e viene confermato per il terzo capitolo della serie di film dedicati alla saga di Twilight, Eclipse, in uscita nel corso del 2010 diretto da David Slade. Nel 2014 Birmingham, che attualmente risiede in California, entra a far parte del cast di House of Cards nel ruolo di Daniel Lanagin.
Dal 2018 entra stabilmente a far parte del cast della serie blockbuster  Yellowstone interpretando il capo Thomas Rainwater, leader della comunità nativa.

## Filmografia

### Cinema
- La casa di Helen (House II: The Second Story), regia di Ethan Wiley (1987)
- Le jaguar, regia di Francis Veber (1996)
- The Doe Boy, regia di Randy Redroad (2001)
- Skins, regia di Chris Eyre (2002)
- La punta della lancia (End of the Spear), regia di Jim Hanon (2005)
- Cosmic Radio, regia di Stephen Savage (2007)
- California Indian, regia di Timothy Andrew Ramos (2008)
- Twilight, regia di Catherine Hardwicke (2008)
- Love Ranch, regia di Taylor Hackford (2009)
- The Twilight Saga: New Moon, regia di Chris Weitz (2009)
- The Twilight Saga: Eclipse, regia di David Slade (2010)
- The Twilight Saga: Breaking Dawn - Parte 1, regia di Bill Condon (2012)
- Crooked Arrows, regia di Steve Rash (2012)
- The Lone Ranger, regia di Gore Verbinski (2013)
- Hell or High Water, regia di David Mackenzie (2016)
- Lo spazio che ci unisce (The Space Between Us), regia di Peter Chelsom (2016)
- I segreti di Wind River (Wind River), regia di Taylor Sheridan (2017)
- Transformers - L'ultimo cavaliere (Transformers: The Last Knight), regia di Michael Bay (2017)
- Eternals, regia di Chloé Zhao (2021)
- La casa del padre (The Marsh King's Daughter), regia di Neil Burger (2023)

### Televisione
- Riptide – serie TV, episodio 3x19 (1986)
- Falcon Crest – serie TV, episodio 6x28 (1987)
- Buffy l'ammazzavampiri (Buffy the Vampire Slayer) – serie TV, episodio 2x04 (1997)
- Night Man – serie TV, episodio 1x04 (1997)
- La signora del West (Dr. Quinn, Medicine Woman) – serie TV, episodio 6x11 (1997)
- In tribunale con Lynn (Family Law) – serie TV, episodio 2x21 (2001)
- V.I.P. – serie TV, episodio 4x07 (2001)
- Body & Soul – serie TV, 8 episodi (2002)
- Oro nero (Gentle Ben), regia di David S. Cass Sr. – film TV (2002)
- DreamKeeper, regia di Steve Barron – film TV (2003)
- Gentle Ben 2: Danger on the Mountain, regia di David S. Cass Sr. – film TV (2003)
- The Lone Ranger, regia di Jack Bender – film TV (2003)
- Medical Investigation – serie TV, episodio 1x13 (2005)
- Into the West – miniserie TV, 4 puntate (2005)
- Una famiglia nel West - Un nuovo inizio (Love's Long Journey), regia di Michael Landon Jr. – film TV (2005)
- Streghe (Charmed) – serie TV, episodio 8x12 (2006)
- Veronica Mars – serie TV, episodi 2x14-2x21 (2006)
- 10 cose di noi - serie TV, episodio 3x07 (2009)
- Nip/Tuck – serie TV, episodio 5x20 (2009)
- Castle – serie TV, episodio 2x19 (2010)
- The Mentalist – serie TV, episodio 2x18 (2010)
- Wilfred – serie TV, episodio 2x11 (2012)
- House of Cards - Gli intrighi del potere (House of Cards) – serie TV, 4 episodi (2014)
- The Lying Game – serie TV, episodi 1x16-1x17-1x18 (2012)
- Unbreakable Kimmy Schmidt – serie TV, 7 episodi (2015-2017)
- Animal Kingdom – serie TV, 10 episodi (2017-2019)
- Yellowstone – serie TV, 40 episodi (2018-2024)
- Siren – serie TV, 14 episodi (2018-2020)
- In nome del cielo (Under the Banner of Heaven) – miniserie TV (2022)
- Tracker – serie TV, episodio 1x10 (2024)

### Doppiatore
- Command & Conquer: Tiberian Sun - videogioco (1999)
- La famiglia della giungla - serie TV, 1 episodio (1999)
- Turok - videogioco (2008)
- Rango, regia di Gore Verbinski (2011)
- X-Men '97 - serie TV (2024)

## Doppiatori italiani
Nelle versioni in italiano delle opere in cui ha recitato, Gil Birmingham è stato doppiato da:
- Antonio Sanna in Twilight, The Twilight Saga: New Moon, The Twilight Saga: Eclipse, Castle, The Twilight Saga: Breaking Dawn - Parte 1, Yellowstone, Frammenti di lei, La casa del padre, Tracker
- Roberto Draghetti in The Mentalist, Unbreakable Kimmy Schmidt, I segreti di Wind River
- Alessandro Messina in Nip/Tuck
- Fabrizio Russotto in Banshee - La città del male
- Marco Mete in House of Cards - Gli intrighi del potere
- Mauro Magliozzi in Transformers - L'ultimo cavaliere
- Gianni Giuliano in Hell or High Water
- Gianluca Tusco in Siren
- Gerolamo Alchieri in NCIS: Los Angeles
- Enzo Avolio in Animal Kingdom
- Dario Oppido ne In nome del cielo

Da doppiatore è sostituito da:
- Paolo Marchese in Rango
- Achille D'Aniello in X-Men '97